# Pirkkala
Pirkkala (Zweeds: Birkala) is een gemeente in de Finse provincie West-Finland en in de Finse regio Pirkanmaa. De gemeente heeft een landoppervlakte van 81,42 km² en telt 20.405 inwoners (2022).

## Geboren
- Tapio Rautavaara (1915-1979), speerwerper, zanger en acteur
- Riikka Purra (1977), politica